# 西贡春城水泥足球俱乐部
西贡春城水泥足球俱乐部（越南语：Câu lạc bô Bóng đá Sài Gòn），简称西贡春城，是越南胡志明市的一个已解散的足球俱乐部，成立于2010年，三年后解散。该队曾获得2012年越南国家足球杯冠军，主场是统一体育场。
俱乐部最初成立于河静省，前身是当地体育部门管理下的足球队。2010年，球队被Tập đoàn Xuân Thành收购，开始参加职业联赛，在2010年的越南足球乙级联赛中，俱乐部的成绩不佳，于是俱乐部购入Hòa Phát V&V的甲级联赛资格实现升级。10月，俱乐部搬迁至胡志明市，更名“西贡春城足球俱乐部”。
2011年，俱乐部表现出色，夺得越南足球甲级联赛冠军，升入V联赛。同年11月24日，俱乐部转让给Công ty Cổ phần Truyền thông Bóng đá Việt Nam，更名为“西贡足球俱乐部”，并宣布建立自己的电视台“Sài Gòn FC TV”，但不到两周，Tập đoàn Xuân Thành又接管了俱乐部，俱乐部名称也在次年5月改回原名。2012年，俱乐部迅速崛起，夺得V联赛季军和越南国家足球杯冠军，获得2013年亚洲足协杯资格。
但在2013年V联赛与坚江的比赛中，俱乐部因派出过多年轻球员，被越南足协认定为消极比赛，遭到纪律处罚并扣除联赛积分4分。俱乐部执行主席阮春水不满处罚并宣称遭到足协不公正对待，宣布退出V联赛并解散俱乐部，这也是V联赛史上首次有俱乐部中途退赛，越南足协随即取消了俱乐部本赛季所有成绩。

## 荣誉
- 越南足球甲级联赛
  - 冠军：2011（英语：2011 Vietnamese National Football First League）
- 越南国家杯
  - 冠军：2012（英语：2012 Vietnamese Cup）